# 콸라
콸라(스페인어: Quala)는 콜롬비아의 기업이다.